# Ekshärads församling
Ekshärads församling är en församling i Norra Värmlands kontrakt i Karlstads stift. Församlingen ligger i Hagfors kommun i Värmlands län. Församlingen utgör ett eget pastorat.

## Administrativ historik
Församlingen har medeltida ursprung. År 1789 utbröts Deglundens församling (Gustav Adolfs församling).
Församlingen ingick till 1636 i Älvdals pastorat bestående av Ekshärads, Råda, Dalby och Ny församlingar. Från 1636 till 1686 moderförsamling i pastoratet Ekshärad och Råda som från 1653 även omfattade Sunnemo församling. Från 1686 till 1 maj 1820 moderförsamling i pastoratet Ekshärad, Norra Råda, Dalby, Ny och Sunnemo som från 1789 även omfattade Gustav Adolfs församling. Från 1 maj 1820 till 1 maj 1901 moderförsamling i pastoratet Ekshärad, Norra Råda, Sunnemo och Gustav Adolf, för att därefter utgöra ett eget pastorat.

## Organister
| Period    | Namn       | Levnadstid | Övrigt   |
| --------- | ---------- | ---------- | -------- |
| 1862-1888 | Carl Ekman | 1830-1888  | Organist |

## Kyrkor
- Ekshärads kyrka
- S:t Olavs kapell